# Paradorydium aurantium
Paradorydium aurantium är en insektsart som beskrevs av Naudé 1926. Paradorydium aurantium ingår i släktet Paradorydium och familjen dvärgstritar. Inga underarter finns listade i Catalogue of Life.